# (2539) Ningxia
(2539) Ningxia es un asteroide perteneciente al cinturón de asteroides, descubierto el 8 de octubre de 1964 por el equipo del Observatorio de la Montaña Púrpura desde el Observatorio de la Montaña Púrpura, Nankín (China).

## Designación y nombre
Designado provisionalmente como 1964 TS2. Fue nombrado Ningxia en homenaje a Ningxia región autónoma de la República Popular China.